# Filago longilanata
Filago longilanata là một loài thực vật có hoa trong họ Cúc. Loài này được (Maire & Wilczek) Greuter mô tả khoa học đầu tiên năm 2003.